# Krasni Bor (Vladímir)
|  | Per a altres significats, vegeu «Krasni Bor». |

Krasni Bor (en rus: Красный Бор) és un poble de l'óblast de Vladímir, a Rússia, segons el cens del 2010 tenia 25 habitants. Pertany al districte municipal de Múrom.